# 置賜さくら回廊
置賜さくら回廊（おきたまさくらかいろう）は、山形県南陽市・長井市・白鷹町の2市1町を跨ぐ、フラワー長井線沿いの桜の観光ルートである。赤湯温泉〜白鷹町荒砥までを繋ぐ約43kmの桜の観光ルート。
日本さくら名所100選「烏帽子山千本桜」を起点に、国の天然記念物に指定されている「伊佐沢の久保桜」「草岡の大明神桜」、山形県指定天然記念物「薬師桜」をはじめとする、古木や名木、巨木といった古典桜の名所が20か所ほど点在しているのが特徴。それぞれの桜には、坂上田村麻呂や、後三年の役の源義家、そして伊達政宗といった、歴史上の人物の伝説が残っている。樹齢400年を超えるものはエドヒガンで、古木の多くは「種蒔き桜」と呼ばれ、雪解けの春に農作業の時期を告げる人々の暮らしと密接な関係にあったと言われている。

## 主要な桜名所

### 南陽市
烏帽子山千本桜
25種約1,000本の桜が咲く「烏帽子山公園」は、1990年に「さくら名所100選」に選ばれ、置賜さくら回廊の南の起点となっている。山全体を覆うように咲くのは主にソメイヨシノであるため、置賜さくら回廊の中では一番早く開花する。
双松公園の眺陽桜・慶海桜
どちらも高台の公園に位置している樹齢150年余のシダレザクラである。眺陽は南陽市を一望できるところから命名されており、慶海は古地名。

### 長井市

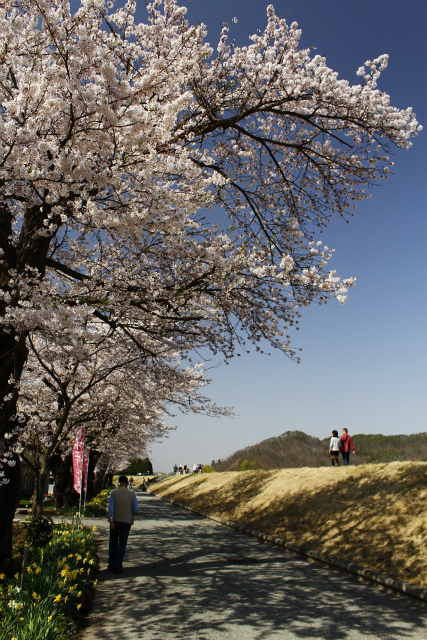
最上川堤防千本桜（長井市）

伊佐沢の久保桜
樹齢約1,200年と伝わるエドヒガンの古木。東北地方有数の桜の巨木で、樹高13.85m、根周10.8m、幹周8.1mにもなる。1924年12月9日に国の天然記念物に指定された。
草岡の大明神桜
樹齢約1,200年のエドヒガン。樹高18.8m、枝張23mから25m、幹周が10.9mあり、個人宅に植えられた桜としては最大の太さである。2005年に国の天然記念物に指定された。
白兎のしだれ桜
樹齢約150年、高さ12.2mになるシダレザクラ。江戸時代末期から明治時代初期の頃、白兎地区の全神社を合祀した際、葉山神社の敷地内に記念に植えられた。
最上川堤防千本桜
1915年、大正天皇即位大典の記念に最上川の両岸の「さくら大橋」から「長井橋」間の約2kmに300本が植樹され、「千本桜」「土手の桜」として親しまれてきた。

### 白鷹町
釜の越桜
樹齢800年といわれるエドヒガン。樹高20m、幹囲6m、枝張り東西20m、南北27mと山形県内随一の大きさである。樹下の3個の巨石は、この地の西の山「三麺峯」に源義家が居陣した際、この石でかまどを築き兵糧を炊いたとの伝説があり、「釜ノ越」の名前はそこに由来する
薬師桜
樹齢1,200年のエドヒガン。樹高15m、太さ8m、薬師堂の境内にあり堂々たる風格を保っている、796年に、坂上田村麻呂が奥州征伐の際、手植えしたものと伝えられている。
子守堂の桜
樹齢1,020年といわれるエドヒガン。樹下の子守堂には病弱な城主の子供を無事に育てた後、惣然と姿を消した賤しい身なりの童女（実は仏の化身）の物語が伝えられている。